# Deltocyathus andamanicus
Deltocyathus andamanicus är en korallart som beskrevs av Alcock 1898. Deltocyathus andamanicus ingår i släktet Deltocyathus och familjen Caryophylliidae. Inga underarter finns listade i Catalogue of Life.